# Deutsch-französische Beziehungen
Die heutigen deutsch-französischen Beziehungen sind das Ergebnis der Bemühungen um Aussöhnung zwischen Deutschland und Frankreich nach dem Zweiten Weltkrieg. In den Jahrhunderten zuvor gab es mehrere (teils jahrzehntelange) Phasen, in denen diese Beziehungen versteckt oder offen feindselig waren. Im Blick auf diese Vergangenheit wurde und wird oft der Begriff „deutsch-französische Erbfeindschaft“ verwendet.
Sie war geprägt von revolutionären Unruhen (1830, 1848), von der Frage der Deutschen Einigung, der Einverleibung von Elsaß-Lothringen in den 1871 gegründeten ersten deutschen Nationalstaat sowie von Phasen heftiger Konkurrenz um die Hegemonie in Kontinentaleuropa während der Zeitspanne vom Krieg 1870/71 über den Ersten bis zum Zweiten Weltkrieg. Erst nach diesem verheerenden letzten Krieg konnte die „Erbfeindschaft“ überwunden werden. Sie wich der deutsch-französischen Freundschaft und der europäischen Integration, welche einen neuen Krieg unnötig und unmöglich machen soll. Bis heute finden sich die europäischen Kernstaaten Frankreich und Deutschland unter den engagiertesten Befürwortern einer weiteren EU-Integration, weshalb sie manchmal als „deutsch-französischer Motor“ bezeichnet werden. Trotz dieser engen Zusammenarbeit gibt es widersprüchliche Interessen und gegensätzliche Ziele, vor allem in der Außen- und Sicherheitspolitik, der Politik gegenüber den USA und dem Vereinigten Königreich und hinsichtlich der weiteren Integration der Europäischen Union. Diese Interessengegensätze werden nationalgeschichtlich und geopolitisch erklärt.

## Geschichte
Die Gebiete der beiden heutigen Staaten waren im 9. Jahrhundert Teil des Fränkischen Reichs Karls des Großen. Nach der späteren Teilung wurde aus seinem östlichen Teil (Ostfrankenreich) das mittelalterliche deutsche Reich (Heilige Römische Reich Deutscher Nation) und aus dem westlichen Teil Frankreich. Das Mittelreich Lothars I., Ursprung des späteren Lothringen, wurde noch im 9. Jahrhundert unter den beiden anderen Reichen aufgeteilt. Der Streit zwischen dem Heiligen Römischen Reich und Frankreich um Teile des Mittelreichs dauerte als sogenannte Deutsch-französische Erbfeindschaft bis ins 20. Jahrhundert an. So führte der habsburgisch-französische Gegensatz wiederholt zu Konflikten und kriegerischen Auseinandersetzungen, zum Beispiel im Dreißigjährigen Krieg (1618–1648), im Pfälzischen Erbfolgekrieg (1688–1697), im Spanischen Erbfolgekrieg (1701–1703) und den ersten beiden Schlesischen Kriegen (1740–1745). Nach Beendigung dieses Gegensatzes wurde er seit dem Siebenjährigen Krieg als französisch-preußischer Gegensatz fortgeführt.

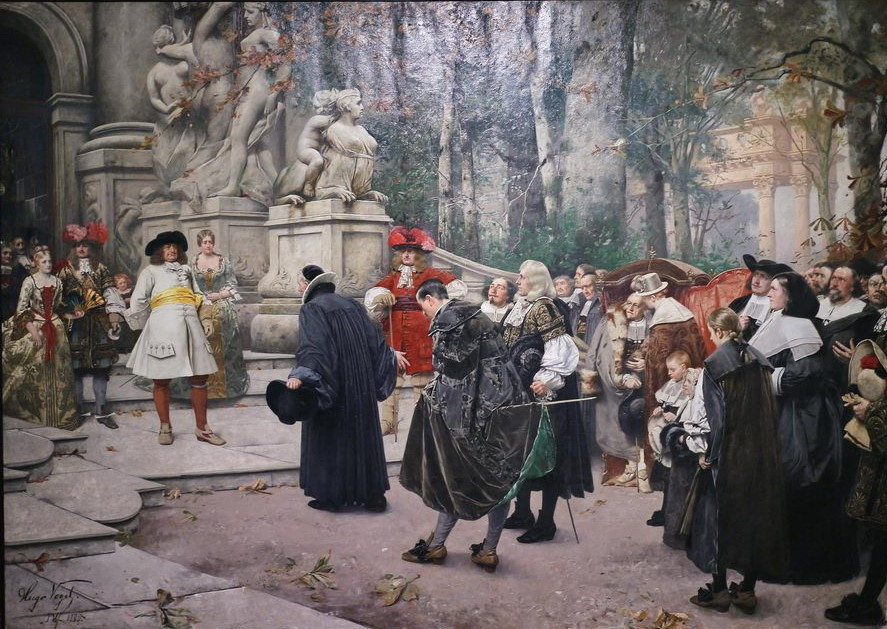
Der Große Kurfürst empfängt die angekommenen Hugenotten

Zur Zeit des Absolutismus ab der zweiten Hälfte des 17. Jahrhunderts betrieb der „Sonnenkönig“ Ludwig XIV. eine expansive Außenpolitik. Französische Truppen eroberten Teile des Heiligen Römischen Reiches, insbesondere im Elsass und in Lothringen, die in den folgenden Jahrhunderten mehrfach die Zugehörigkeit wechselten. Der größte Teil dieses Gebietes wurde im Zuge der Reunionspolitik nach und nach annektiert. Straßburg wurde 1681 von Truppen Ludwigs XIV. besetzt und 1697 annektiert.
Trotz dieser feindlichen Handlungen gegenüber den deutschen Staaten beeinflusste die damals in Europa führende französische Kultur auch den benachbarten deutschen Kulturkreis enorm. Die deutschen Fürstenhöfe orientierten sich am französischen Vorbild von Versailles.
Nachdem Ludwig XIV. mit dem Edikt von Fontainebleau die protestantischen Hugenotten des Landes verwiesen hatte, fanden mehrere Zehntausend in deutschen Territorien, zum Beispiel Brandenburg oder Hessen-Kassel, Zuflucht und wurden in diesen Gebieten zu einem wichtigen gesellschaftlichen und ökonomischen Faktor. Von der rigorosen Ausweisung waren nur die neu erworbenen Gebiete im Elsass ausgenommen, in denen die protestantische Kirche weiterhin verbreitet blieb.

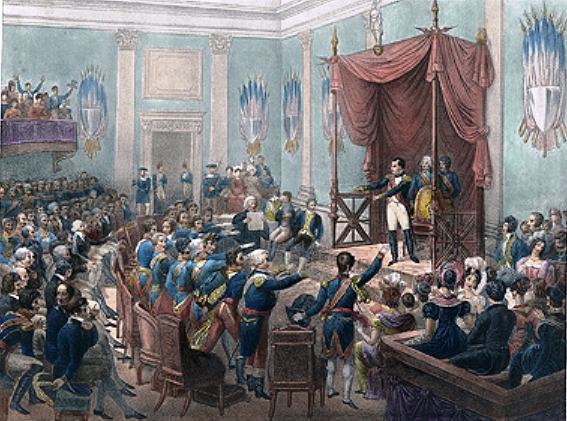
Huldigung der Rheinbundfürsten

1789 begann die Französische Revolution, welche auch erhebliche Auswirkungen auf die deutschen Staaten hatte. Bereits 1792 schlossen sich Preußen und Österreich in einer Koalition gegen das revolutionäre Frankreich zur Verteidigung der Monarchie zusammen (Pillnitzer Deklaration). Die Kriegserklärung ging allerdings von Frankreich aus. 1794 besetzten französische Truppen das linke Rheinufer („Franzosenzeit“). Nachdem Frankreich aus diesem Ersten Koalitionskrieg erfolgreich hervorgegangen war, wurden die linksrheinischen Gebiete schließlich durch den Frieden von Campo Formio 1797 annektiert. Mit dem Frieden von Lunéville 1801 nach dem Zweiten Koalitionskrieg wurde diese Annexion bestätigt. Napoleon, der seit 1799 regierte, entschädigte jedoch mit Hilfe des Reichsdeputationshauptschlusses 1803 die Fürsten, die durch die Friedensbestimmungen Gebiete verloren hatten, mit geistlichen Gebieten, die nunmehr verweltlicht (Säkularisation) wurden. Weiterhin wurden zahlreiche reichsunmittelbare Reichsstände, d. h. Gebiete, die unmittelbar dem Kaiser unterstanden, darunter fast alle Reichsstädte, mediatisiert und damit den Gebieten anderer Fürsten zugeschlagen (Mediatisierung). Auf diese Weise entstanden sogenannte Mittelstaaten wie Bayern, Baden und Württemberg und der „Flickenteppich“ des Heiligen Römischen Reiches wurde geordnet.
1806 wurde auf Initiative Napoleons der Rheinbund gegründet: 16 süd- und mitteldeutsche Staaten schlossen sich unter dem Schutz Frankreichs zusammen und traten aus dem Heiligen Römischen Reich aus, das damit sein Ende fand; Kaiser Franz II. legte am 6. August 1806 die Krone nieder. Es entstanden einige Territorien als Vasallenstaaten wie das Großherzogtum Berg oder das Königreich Westphalen. Napoleon ließ Anfang 1811 das Fürstentum Salm annektieren und in das Kaiserreich Frankreich eingliedern.

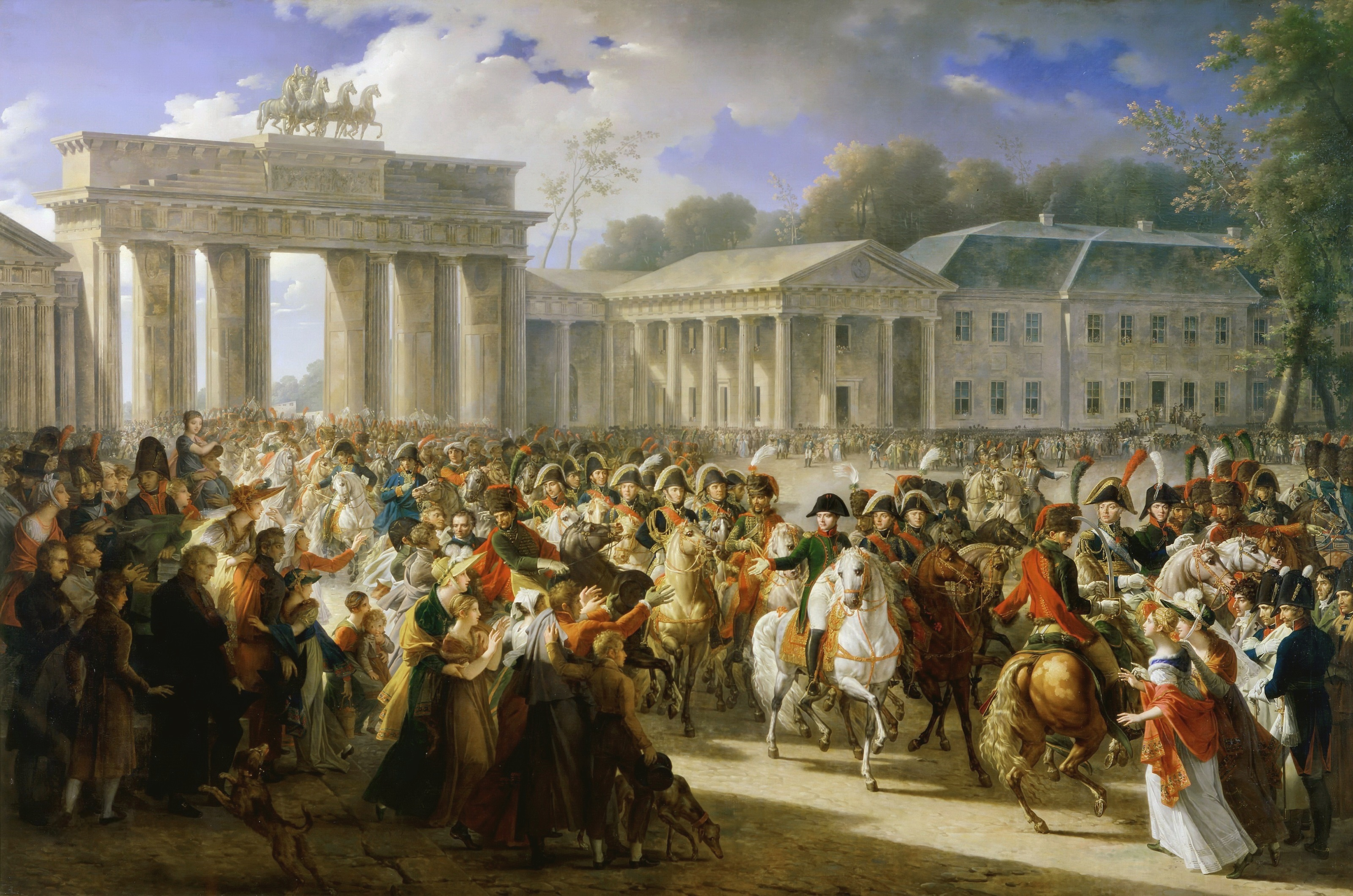
Einzug Napoleons in Berlin am 27. Oktober 1806

Die Umwälzungen dieser Jahre hatten neben den territorialen Veränderungen auch nachhaltige Auswirkungen auf das Rechtssystem, die Verwaltung und die Mentalität der Deutschen. „Neue Ideen“ drangen in das öffentliche Bewusstsein. 1794 kam es mit Ausrufung der Mainzer Republik zur ersten Republik auf deutschem Boden, wenngleich diese keinen dauerhaften Bestand hatte. Einige deutsche Fürsten, die das Überspringen des revolutionären Funkens befürchteten, reagierten mit grundlegenden Reformen des eigenen Staatswesens und einer Veränderung der Herrschaftsausübung in Richtung auf eine Konstitutionelle Monarchie. In den unter französischer Herrschaft stehenden deutschen Gebieten sowie den französischen Vasallenstaaten wurde ab 1806 der Code civil eingeführt. Preußen reagierte nach der Niederlage im Vierten Koalitionskrieg und großen Verlusten im Frieden von Tilsit 1807 mit einem weitreichenden Reformwerk, das in seinen Kernbereichen Bauernbefreiung, Gewerbereform, Judenemanzipation, Bildungsreform auch Ideen aus dem Umfeld der französischen Revolution einbezog.
Napoleon startete am 24. Juni 1812 seinen Russlandfeldzug. Für seine über 500.000 Mann starke Grande Armée wurden Truppen aus allen von Frankreich besetzten und kontrollierten Staaten zusammengezogen. Die Armee besetzte Mitte September Moskau, war aber einen Monat später zum Rückzug gezwungen. Dabei rafften Hunger, Kälte und russische Angriffe große Teile der Armee dahin. Unter dem Eindruck dieser Verluste und der napoleonischen Fremdherrschaft entwickelte sich zunehmend ein deutsches Nationalbewusstsein und ein Zusammengehörigkeitsgefühl der Deutschen. Die Befreiungskriege beendeten Napoleons Herrschaft über große Teile Europas. Anfang 1813 kündigte Preußen als erstes deutsches Land die Allianz mit Frankreich auf und verbündete sich mit Russland und Schweden. Im Sommer trat Österreich diesem Bündnis bei, das Napoleons Armee vom 16. bis 19. Oktober 1813 in der Völkerschlacht bei Leipzig entscheidend besiegte. Noch während der Schlacht wechselte auch Sachsen die Seiten. Nach dem Einmarsch der Alliierten in Frankreich musste Napoleon im März 1814 abdanken und auf die Insel Elba ins Exil gehen. Nach seiner Rückkehr und der Herrschaft der 100 Tage wurden er und seine Truppen am 18. Juni 1815 in der Schlacht von Waterloo endgültig besiegt. Napoleon wurde auf die Insel St. Helena im Atlantik verbannt.
Die Sieger ordneten auf dem Wiener Kongress (September 1814 bis Juni 1815) Europa neu. Zar Alexander I., Kaiser Franz I. von Österreich und König Friedrich Wilhelm III. von Preußen bildeten eine Allianz zwischen Russland, Österreich und Preußen (Heilige Allianz) mit dem Ziel, diese Neuordnung zu garantieren. Frankreich erhielt die Grenzen von 1792 und Ludwig XVIII., ein Bruder von Ludwig XVI., kehrte auf den Thron zurück.

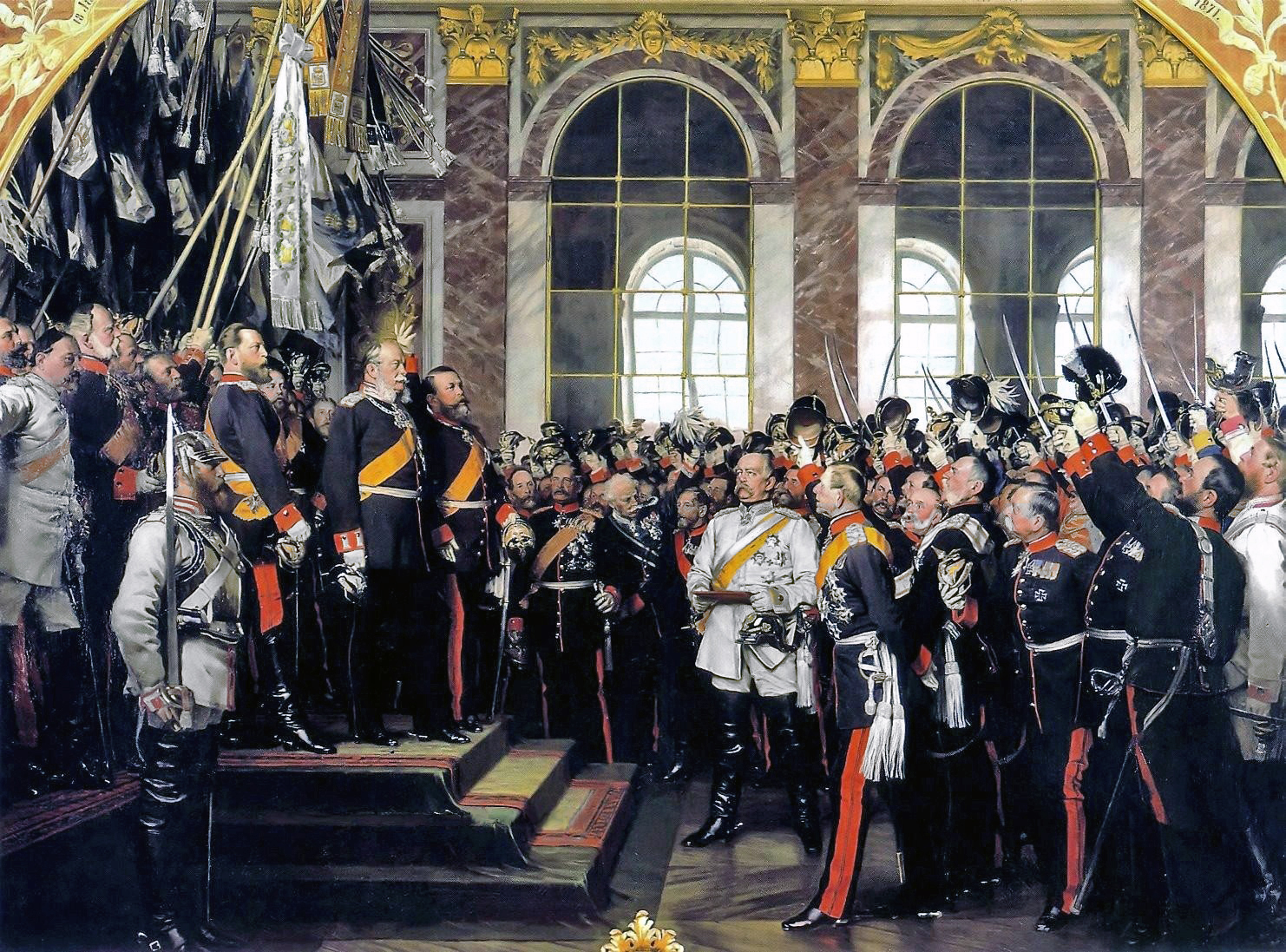
Proklamierung des deutschen Kaisers (18. Januar 1871)

Die Julirevolution von 1830 und die Februarrevolution 1848 führten in Deutschland und im übrigen Europa zu erheblichen politischen Verwerfungen, durch die langfristig liberale Kräfte gestärkt wurden. Nach 1830 wurden auch zahlreiche Deutsche vom liberalen geistigen Klima Frankreichs angezogen, zum Beispiel Heinrich Heine und Ludwig Börne. Nach dem Sturz des letzten Bourbonen 1848 wurde Louis Napoléon zum Präsidenten der Zweiten Republik gewählt, der sich jedoch 1852 zum Kaiser Napoleon III. ernannte (Zweites Kaiserreich 1852–1870). Das Verhältnis zwischen Preußen und Frankreich verschlechterte sich während der Zeit der deutschen Reichseinigung. An der Frage der spanischen Thronfolge entzündete sich ein Konflikt, der 1870 zur französischen Kriegserklärung führte. Nach der Niederlage in der Schlacht bei Sedan während des Deutsch-Französischen Krieges (1870/71) wurde Napoleon III. abgesetzt und machte der Dritten Republik Platz. Im Friede von Frankfurt wurde Elsass-Lothringen gegen den überwiegenden Willen der Bevölkerung an Deutschland abgetreten, das als einziges Gebiet kein Bundesstaat des Deutschen Reiches wurde, sondern durch einen vom Kaiser ernannten Statthalter verwaltet wurde. Der latente Widerstand der Bevölkerung wurde durch Ereignisse wie die Zabern-Affäre 1913 verstärkt.

Das Beinhaus von Douaumont

Nach diesem Krieg verbreitete sich in Frankreich ein Revanchismus gegen die Sieger, die im Januar 1871 im Spiegelsaal von Versailles demonstrativ den preußischen König Wilhelm I. zum deutschen Kaiser ausriefen, was von den Besiegten als eine tiefe Schmach aufgefasst wurde. Das Ziel des neuen Reichskanzlers Otto von Bismarck war es Frankreich außenpolitisch zu isolieren, um somit einen erneuten Krieg gegen Deutschland zu verhindern. Bis zu seiner Entlassung durch den neuen Kaiser Wilhelm II. 1890 war die Bismarck’sche Bündnispolitik erfolgreich. Die Außenpolitik Wilhelms II. führte jedoch zur Bildung von zwei neuen Machtblöcken: auf der einen Seite der Dreibund von Deutschland, Österreich-Ungarn und Italien, auf der anderen Seite die Triple-Entente aus Frankreich, Großbritannien und Russland. Diese Konstellation führte zum Ersten Weltkrieg (1914–1918). Deutsche und französische Truppen kämpften erbittert; an der Westfront gab es in einem vierjährigen Stellungskrieg auf beiden Seiten Millionen Tote. Vor allem die Schlacht um Verdun 1916 wurde zum Symbol für die Schrecken des Krieges.
Nach dem Ende des Ersten Weltkrieges durch die Kapitulation Deutschlands am 11. November 1918 verhandelten die Siegermächte den Versailler Vertrag. Vor allem Frankreich war daran interessiert Deutschland einen möglichst harten Frieden aufzuerlegen und es so zu schwächen, dass von den Deutschen nie wieder eine Gefahr ausgehen sollte. Deutschland selbst war an den Verhandlungen nicht beteiligt. Zum Inhalt des Vertrages gehörten u. a. die Rückkehr Elsass-Lothringens zu Frankreich sowie die Verpflichtung zu Reparationsleistungen. Als diese 1923 nicht pünktlich erfolgte, nahmen französische und belgische Truppen dies zum Anlass zur Ruhrbesetzung.
In der Ära des Außenministers Gustav Stresemann entspannte sich das deutsch-französische Verhältnis merklich. In den Verträgen von Locarno einigte er sich 1925 mit seinem französischen Amtskollegen Aristide Briand über die Anerkennung der deutsch-französischen Grenze, wie sie im Versailler Vertrag festgelegt worden war. Beide Politiker erhielten daraufhin den Friedensnobelpreis. Ein Deutsch-Französisches Studienkomitee, überwiegend aus Wirtschaftskreisen, bemühte sich um eine Verbesserung der Beziehungen, auch auf kulturellem Gebiet durch geistigen Austausch.

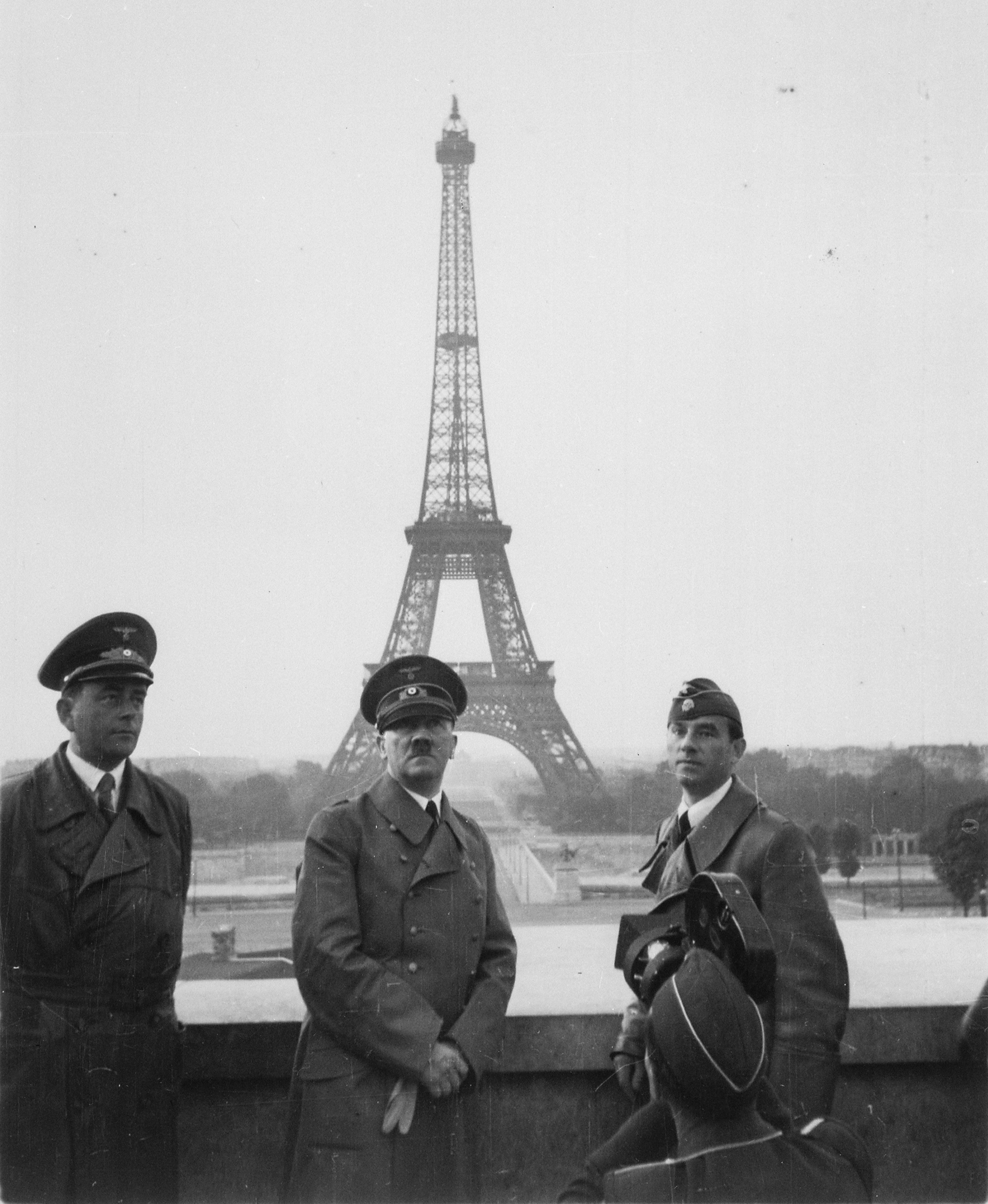
Hitler am 23. Juni 1940 in Paris

Im Versailler Vertrag wurde das Saargebiet gegen den Willen der Bevölkerung vom Deutschen Reich abgetrennt und für 15 Jahre unter die Verwaltung des Völkerbunds gestellt. 1935 entschied sich die Bevölkerung mit großer Mehrheit für die Rückkehr zum Deutschen Reich trotz der seit 1933 begonnenen NS-Diktatur. Nach der Machtübernahme Hitlers verschlechterte sich das Verhältnis wieder. 1938 gehörte Frankreich zu den Signatarmächten des Münchner Abkommens, mit dem Hitler die Abtrennung des Sudetenlands von der Tschechoslowakei ermöglicht wurde.
Nachdem Nazi-Deutschland am 1. September 1939 mit dem Überfall auf Polen den Zweiten Weltkrieg begonnen hatte, erklärte das mit Polen verbündete Frankreich dem Deutschen Reich den Krieg, vermied aber zunächst alle Kampfhandlungen. Hitler gelang im Westfeldzug (10. Mai bis 22. Juni 1940) ein unerwartet schneller Sieg über Frankreich; die in der Zwischenkriegszeit aufwendig gestaltete Grenzsicherung (Maginot-Linie) erwies sich als unwirksam. Das Deutsche Reich besetzte Nordfrankreich und die Atlantikküste. Im südlichen Teil Frankreichs, der erst 1942 besetzt wurde, etablierte sich das mit dem Reich kollaborierende Vichy-Regime, während Charles de Gaulle in Großbritannien eine Exilregierung bildete. Als Reaktion auf die Besetzung entstand die Résistance. Mit der Landung alliierter Truppen in der Normandie im Juni 1944 wurde Frankreich zu einem Hauptkampfgebiet des Zweiten Weltkriegs.
Nach der Kapitulation des Deutschen Reichs im Mai 1945 gab es zunächst drei Besatzungszonen; gemäß Berliner Erklärung vom 5. Juni 1945 wurde aus Gebieten der britischen und amerikanischen Besatzungszone die Französische Besatzungszone als vierte gebildet. Aus dieser wurde 1946 das Saarland als französisches Protektorat mit eigener Staatsbürgerschaft abgetrennt. Nach einer Volksabstimmung schloss sich das Saarland zum 1. Januar 1957 der Bundesrepublik Deutschland an. Die 448 km lange gemeinsame Grenze zwischen Deutschland und Frankreich blieb nach dem Zweiten Weltkrieg unverändert.

## Europäische Integration

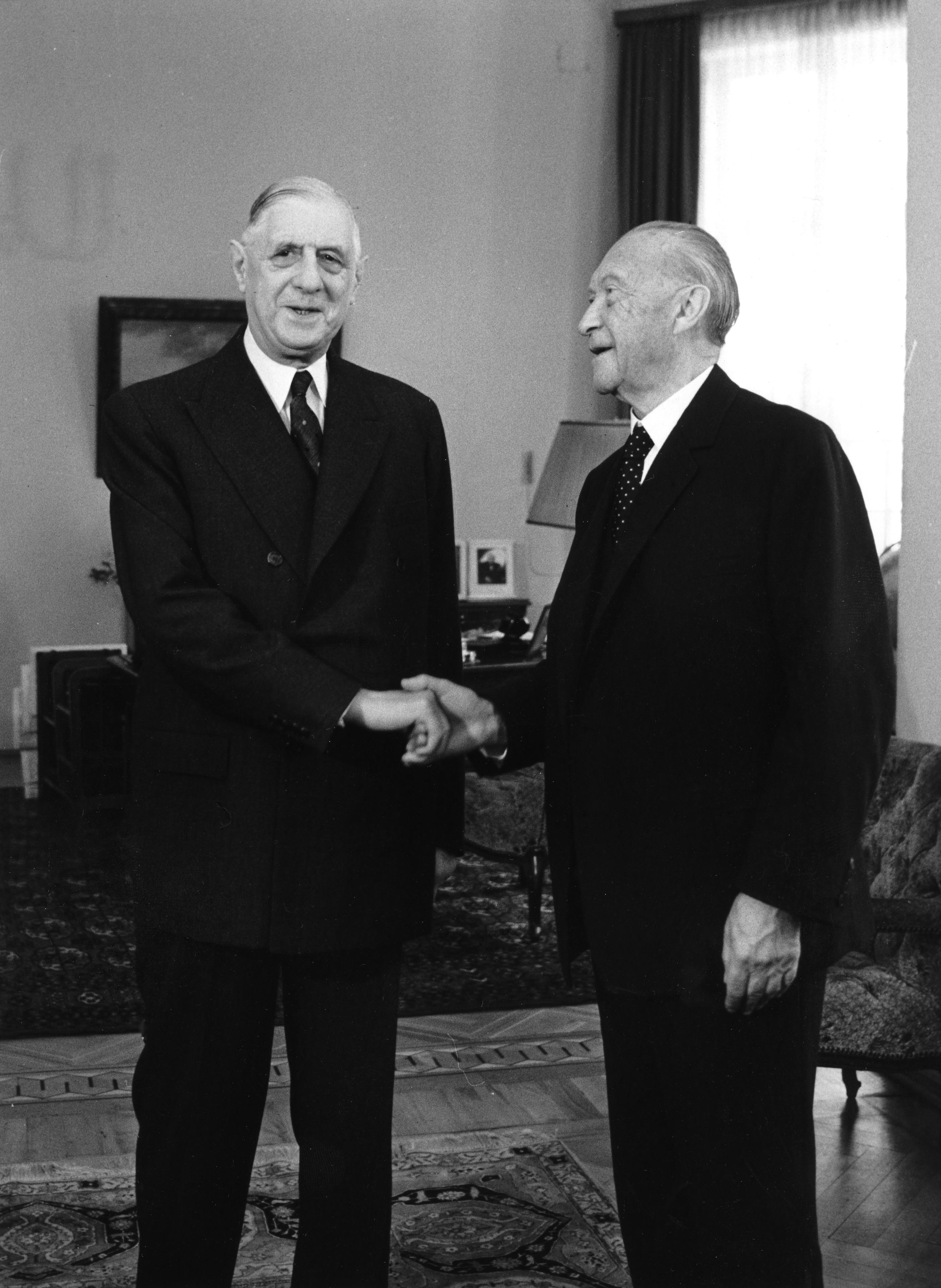
Charles de Gaulle und Konrad Adenauer (1963)

Deutschland und Frankreich sind die beiden EU-Staaten, die in Medien häufig als der „Motor“ der europäischen Einigung bezeichnet wurden. Staatsmänner beider Länder haben teilweise weitreichende Ideen zur europäischen Einigung vorgelegt. Seit der Europa-Erklärung von Jean Monnet und Robert Schuman am 9. Mai 1950 sind Frankreich und Deutschland treibende Kräfte der europäischen Integration. Als Orte, die die wichtigsten europäischen Institutionen beherbergen, wurden mit Brüssel, Luxemburg und Straßburg Städte ausgewählt, die nahe an der französisch-germanischen Sprachgrenze liegen.
Als nach der Gründung der Bundesrepublik Deutschland von ihr ein verteidigungspolitischer Beitrag erwartet wurde, wollte Adenauer nur unter der Bedingung Streitkräfte schaffen, dass diese nicht der alleinigen nationalen deutschen Kontrolle unterstehen. Auf Vorschlag des französischen Ministerpräsidenten wurde 1952 die Europäische Verteidigungsgemeinschaft (EVG) gegründet, in welcher es eine europäische Armee mit einem deutschen Kontingent gegeben hätte. Nachdem der Deutsche Bundestag wie auch andere Staaten den Vertrag ratifiziert hatten, scheiterte dieser letztendlich an der französischen Nationalversammlung. Die Folge war die Aufstellung einer rein deutschen Bundeswehr und der Beitritt der Bundesrepublik zur NATO 1955.
Durch die starke Stellung des französischen Staatspräsidenten in der Fünften Republik seit 1958, insbesondere seine Richtlinienkompetenz in der Außenpolitik, ist dieser der natürliche politische Gesprächspartner des deutschen Bundeskanzlers. Seit dem Beginn der deutsch-französischen Kooperation haben sich jeweils „Paare“ aus den Staats- bzw. Regierungschefs der beiden Länder gebildet, die zum Teil große Fortschritte für Europa sowie die deutsch-französischen Beziehungen durchgesetzt haben. Gemeinsam mit Italien und den Benelux-Staaten gründeten Deutschland und Frankreich 1952 die Europäische Gemeinschaft für Kohle und Stahl (EGKS oder Montanunion).
Weitere Integrationsschritte gehen wesentlich auf deutsch-französische Initiativen zurück.

## Deutsch-Französische Freundschaft
Nach Gründung der Bundesrepublik Deutschland schlug Bundeskanzler Konrad Adenauer einen klaren Kurs der Westintegration ein und bemühte sich um eine Annäherung an Frankreich. Sein Ziel war die Rehabilitierung Deutschlands und die Wiedererlangung von Souveränität. Dazu dienten auch vertrauensbildende Maßnahmen wie die Gründung der EGKS und der EWG. Im Schulterschluss mit dem französischen Staatspräsidenten Charles de Gaulle verbesserten sich die Beziehungen zwischen den beiden Staaten zusehends und führten schließlich zum Élysée-Vertrag vom 22. Januar 1963, der die guten Beziehungen und die „Freundschaft“ zwischen Deutschland und Frankreich institutionalisierte. Die politische Ausgestaltung des Vertrages sieht regelmäßige Konsultationen der deutschen und französischen Regierung vor. De Gaulles Ziel, mit Deutschland ein vereintes Europa unter französischer Führung zu schaffen und so den Einfluss der USA in Europa zu mindern, scheiterte an der Präferenz der Bundesrepublik für das transatlantische Bündnis. Das Amt des Bevollmächtigten für die deutsch-französischen kulturellen Beziehungen wurde geschaffen.
Die Kontakte zwischen dem Kanzler Ludwig Erhard (1963–1966) und Präsident de Gaulle (1958–1969) sowie zwischen Bundeskanzler Willy Brandt (1969–1974) und Präsident Georges Pompidou (1969–1974) blieben relativ frostig; die Zusammenarbeit beschränkte sich hauptsächlich auf schulpolitische Maßnahmen. Gründe für diese Zurückhaltung war zum einen das wirtschaftliche Erstarken Deutschlands und zum anderen die neue Ostpolitik Willy Brandts. Auf französischer Seite fürchtete man das neue Selbstbewusstsein und hatte Sorgen vor „deutschen Unwägbarkeiten“.

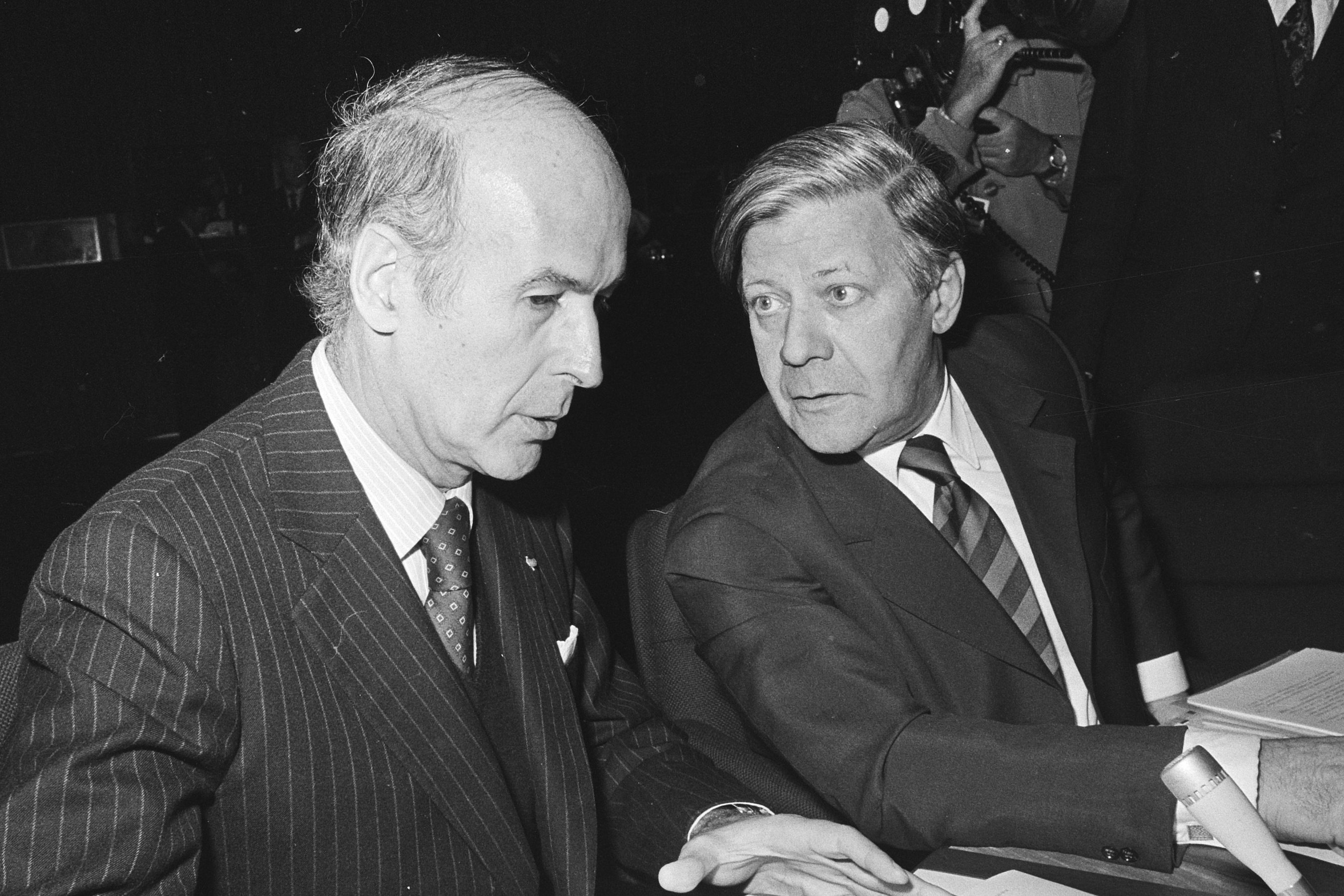
Schmidt und Giscard d’Estaing (1976)

Nach dem Amtsantritt von Helmut Schmidt als Bundeskanzler (1974–1982) und Valéry Giscard d’Estaing als Staatspräsident (1974–1981) im Jahr 1974 wurden die deutsch-französischen Beziehungen wieder herzlicher und produktiver: die beiden regten die Bildung des Europäischen Währungssystems und 1979 die Direktwahl des Europäischen Parlaments an.

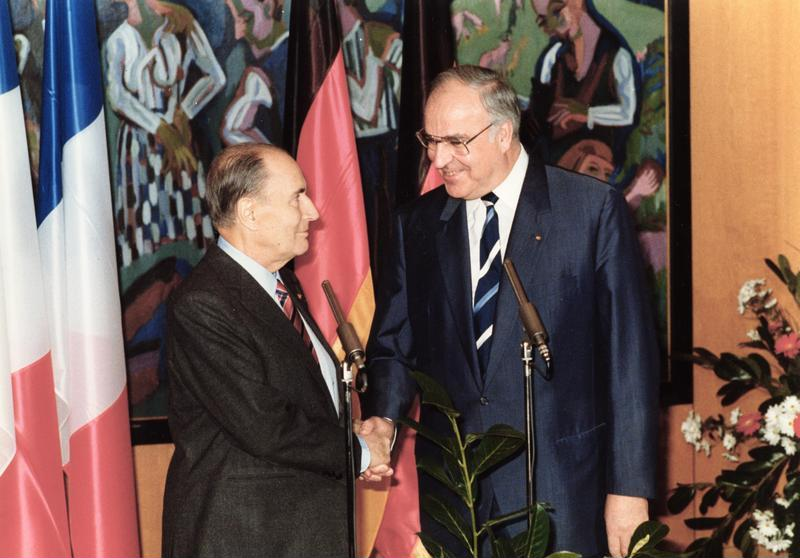
Mitterrand und Kohl (1987)

Ähnlich verhielt es sich bei Helmut Kohl (1982–1998) und François Mitterrand (1981–1995), obwohl sie politisch unterschiedlichen Lagern angehörten. 1984 besuchten sie gemeinsam das symbolträchtige Schlachtfeld von Verdun, auf dem beide Länder einst gegeneinander gekämpft hatten (siehe Handschlag von Verdun). Des Weiteren wirkten beide auf die Gründung des deutsch-französischen Sicherheits- und Verteidigungsrats sowie des Wirtschafts- und Finanzrats hin und plädierten für eine einheitliche europäische Außen- und Sicherheitspolitik. Auch für die Entstehung der Einheitlichen Europäischen Akte 1987 mit dem Ziel eines europäischen Binnenmarktes bis 1993 und die Gründung der EU mit dem Vertrag von Maastricht 1993 leisteten Kohl und Mitterrand einen wichtigen Beitrag.
Jacques Chirac (1995–2007) und Gerhard Schröder (1998–2005) führten das Begonnene fort. Am 29. November 1999 sprach Schröder als erster Bundeskanzler vor der französischen Nationalversammlung. Die Treffen der beiden Staats- und Regierungschefs wurden häufiger – die informellen sogenannten Blaesheim-Treffen finden seit 2001 zunächst etwa alle sechs bis acht Wochen statt (später wesentlich seltener).
Im Rahmen des Irakkriegs positionierten sich beide gegen die amerikanische Politik; im Oktober 2003 ließ sich Gerhard Schröder sogar von Chirac bei einer Sitzung im Europäischen Rat vertreten.

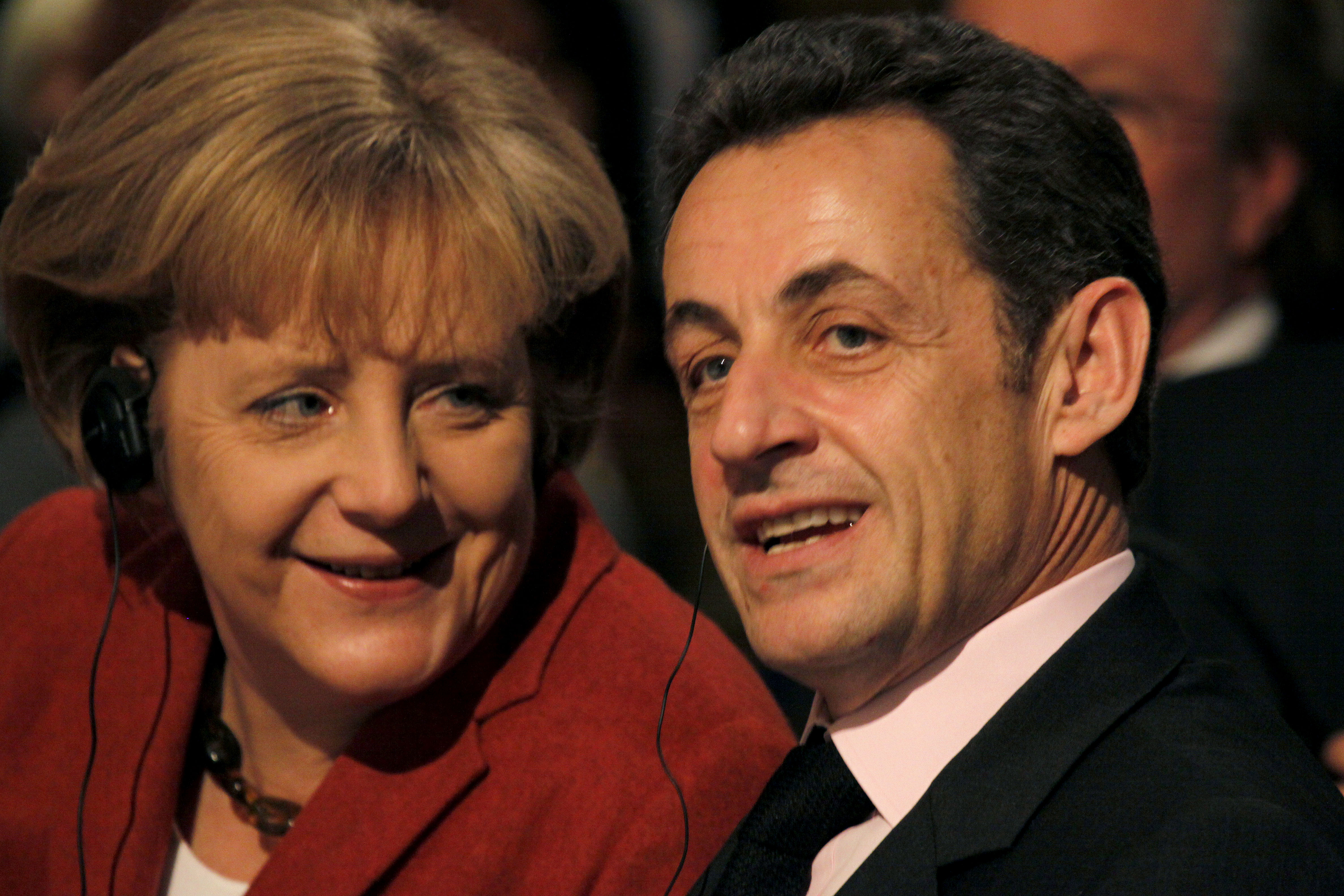
Merkel und Sarkozy (2009)

Die Zusammenarbeit der beiden Nachfolger Angela Merkel (2005–2021) und Nicolas Sarkozy (2007–2012) zeichnete sich insbesondere durch die gemeinsame Koordinierung des weiteren Vorgehens der europäischen Staats- und Regierungschefs während der Eurokrise aus. Die in den gemeinsamen Treffen von Merkel und Sarkozy gefassten Beschlüsse mussten von den anderen Staats- und Regierungschefs meist nur noch abgesegnet werden. Während der Berichterstattung kreierten die Medien das aus den beiden Namen bestehende Kofferwort Merkozy.
Im Mai 2012 folgte François Hollande Sarkozy nach. Im Zuge der Eurokrise gilt die Zusammenarbeit als besonders eng. Noch am Tag seiner Amtseinführung besuchte der neue französische Staatspräsident François Hollande Berlin.
Im Juli 2012 gedachte man der 50 Jahre zurückliegenden Versöhnungsmesse, die 1962 in Reims gefeiert wurde. Merkel und Hollande trafen sich ebenfalls in Reims. Am 22. September 2012 eröffneten die beiden in Ludwigsburg ein „deutsch-französisches Jahr“.
Seit 2021 setzt Olaf Scholz als Nachfolger Merkels als deutscher Bundeskanzler die Arbeit mit Emmanuel Macron fort. Das Verhältnis gilt trotz aller Freundschaftsbekundungen als gespannt. 2017 hielt Macron eine Rede, auf die die deutsche Seite lange nicht antwortete. Macron vertrat das Ziel „strategischer Souveränität“, Europa sollte sich von den USA unabhängig machen.

## Versöhnungsgesten der Staatsoberhäupter und Regierungschefs
- 8. Juli 1962: Konrad Adenauer und Charles de Gaulle besuchen gemeinsam eine Versöhnungsmesse in der Kathedrale von Reims.
- 9. September 1962: Charles de Gaulle hält in Ludwigsburg eine Rede an die deutsche Jugend in deutscher Sprache.[7]
- 22. Januar 1963: Konrad Adenauer und Charles de Gaulle umarmen sich anlässlich der Unterzeichnung des Élysée-Vertrages.
- 22. September 1984: Zwischen Helmut Kohl und François Mitterrand kommt es vor dem Beinhaus von Douaumont bei Verdun anlässlich einer großen Zeremonie zur Erinnerung an die Opfer der Kriege zwischen Frankreich und Deutschland zum Handschlag von Verdun.[8][9]
- 6. Juni 2004: Gerhard Schröder und Jacques Chirac umarmen sich bei einer Gedenkfeier zum 60. Jahrestag der Landung der Alliierten in der Normandie, bei der zum ersten Mal ein deutscher Kanzler eingeladen ist.
- 4. September 2013: Bundespräsident Joachim Gauck und Staatspräsident François Hollande besuchen Oradour, wo am 10. Juni 1944 SS-Soldaten das Massaker von Oradour verübt und 548 von 642 Bewohnern getötet hatten.[10]

## Élysée-Vertrag: Die Entstehung und die Entwicklung bis heute

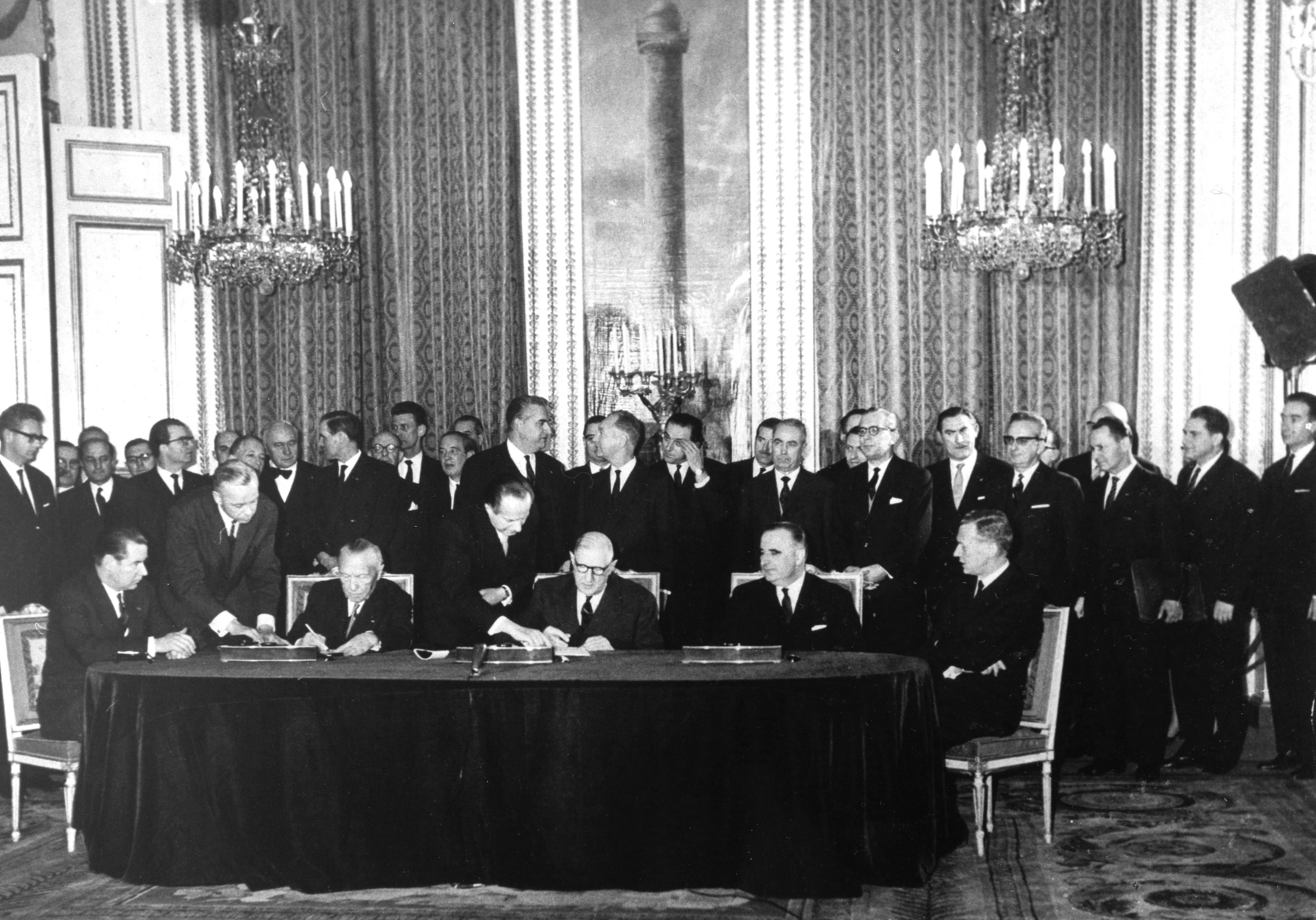
Unterzeichnung des Elysée-Vertrags 1963

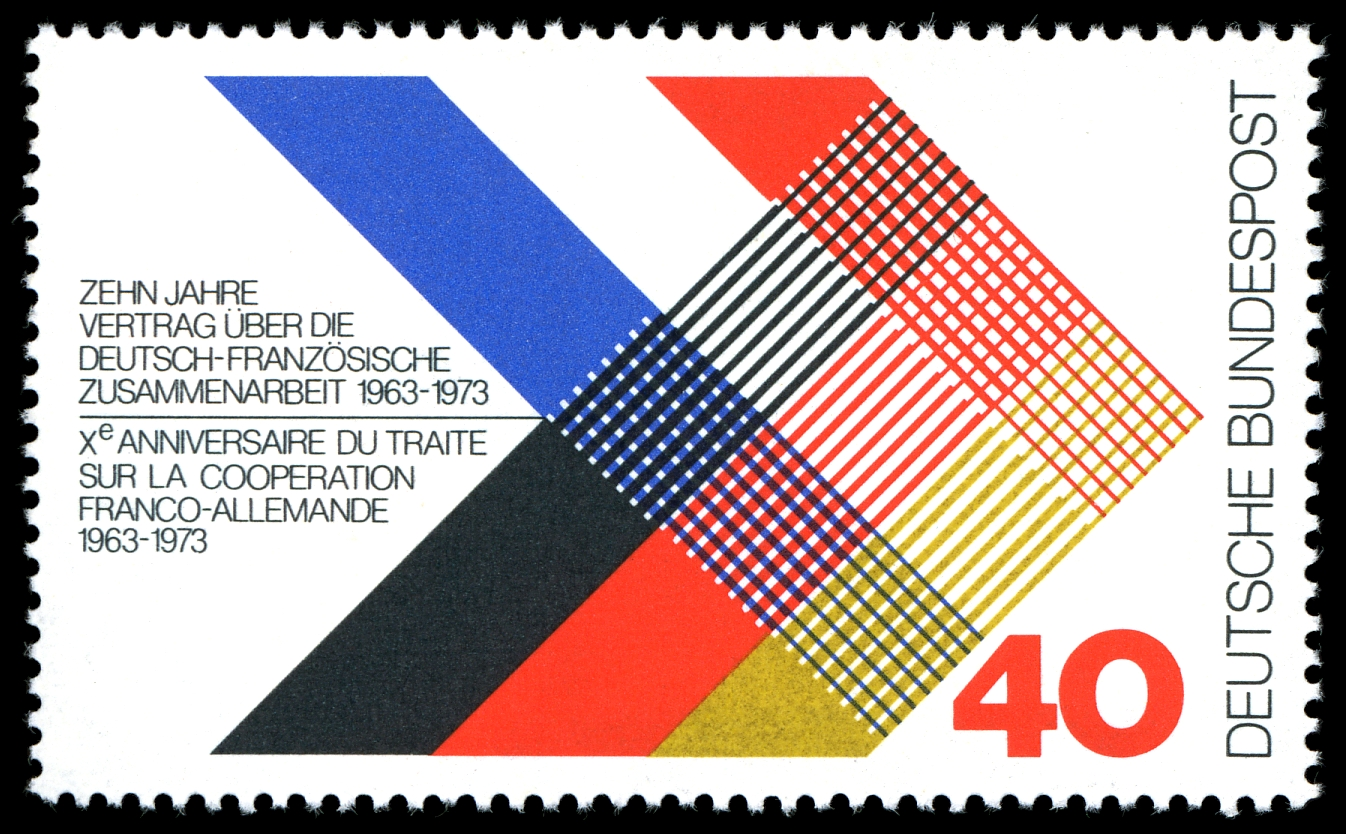
Briefmarke 1973

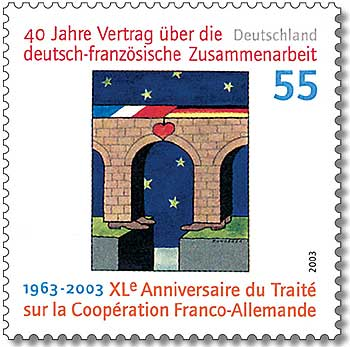
Deutsche Briefmarke von 2003 (gestaltet von Tomi Ungerer), Gemeinschaftsausgabe mit Frankreich

In dem am 22. Januar 1963 unterschriebenen „Vertrag über die deutsch-französische Zusammenarbeit“, bekannt als Élysée-Vertrag, wurden zwischen beiden Vertragspartnern intensive Konsultationen und Absprachen auf den Gebieten der Außen-, Verteidigungs-, Bildungs- und Jugendpolitik vereinbart. Insbesondere einigte man sich auf halbjährliche persönliche Begegnungen des Bundeskanzlers und des Staatspräsidenten.
Dem eigentlichen Vertragstext ist eine Gemeinsame Erklärung vorangestellt. Der Deutsche Bundestag ratifizierte den Vertrag und stellte ihm gegen den Willen der deutschen Regierung eine Präambel voran. Die Präambel bekräftigte zur Enttäuschung De Gaulles die engen Bindungen Deutschlands an die USA, das Bemühen Deutschlands um eine Aufnahme Großbritanniens in die EWG und das Streben nach übernationalen Regeln. De Gaulles Intention, der amerikafreundlichen Politik Großbritanniens eine deutsch-französische Allianz unter französischer Führung entgegenzusetzen, war damit gescheitert. Der Vertrag wurde für seine Kritiker zum „Triumph des Atlantizismus“ im Streit der Gaullisten gegen die Atlantiker.
Die Konsultationen betreffen im Wesentlichen vier Punkte. Man will:
1. in außenpolitischen Fragen zu einer gemeinsamen Position kommen (z. B. im Rahmen der EG (später EU) oder der NATO)
2. im Rahmen der Verteidigungs- und Rüstungspolitik gemeinsame Strategien entwerfen und militärisches Personal austauschen und
3. im Bereich Jugend und Erziehung enger zusammenarbeiten, beispielsweise beim Schüler- und Studentenaustausch.
4. im Bereich der Wirtschaftspolitik enger zusammenarbeiten.

Der Gesetzestext wurde ein einziges Mal (am 22. Januar 1988) revidiert, als zwei neue Räte geschaffen wurden: der Deutsch-Französische Finanz- und Wirtschaftsrat (DFFWR) und der Deutsch-Französische Verteidigungs- und Sicherheitsrat.(DFVSR).
Der Vertrag führte zu einem Aufschwung der deutsch-französischen Beziehungen und stärkte im Rahmen der Europapolitik die Verhandlungsposition gegenüber den USA. Erfolge konnten zum Beispiel bei der Einigung auf einen gemeinsamen Binnenmarkt verzeichnen. Viele Punkte des Vertrages werden mittlerweile durch die EU geregelt.
Im Bereich der Sicherheits- und Verteidigungspolitik gab es anfangs nur sehr zögerlich eine Zusammenarbeit, da De Gaulle eine betont nationale, NATO-kritische Verteidigungspolitik verfolgte, während Adenauer und seine Nachfolger die Annäherung an die USA beibehalten wollten. Später intensivierten die Franzosen jedoch die Zusammenarbeit, da sie eine Hinwendung Deutschlands nach Osteuropa befürchteten. Heute ist die Verbindung zwischen Frankreich und Deutschland auf dem Gebiet der Verteidigung sehr eng und mit der Deutsch-Französischen Brigade und dem Eurokorps institutionalisiert.
Am 22. Januar 2019, dem 56. Jahrestag des Élysée-Vertrags unterzeichnen Bundeskanzlerin Merkel und Staatspräsident Macron im Krönungssaal des historischen Aachener Rathauses den Vertrag über die deutsch-französische Zusammenarbeit und Integration, kurz als Vertrag von Aachen bezeichnet. Ziel des Vertrages ist es unter anderem, die kulturelle Vielfalt zu stärken sowie die Sicherheitsinteressen beider Staaten anzugleichen. Außerdem intensiviere man die Zusammenarbeit der Verteidigungspolitik beider Staaten inklusive der gegenseitigen Hilfe in Krisenlagen. Weitere Punkte sind die Schaffung des Deutsch-Französischen Bürgerfonds, einer deutsch-französischen digitalen Plattform für audiovisuelle Inhalte und Informationsangebote sowie die Verbesserung grenzüberschreitender Bahnverbindungen.

## Schulpolitische Maßnahmen und Hochschulpolitik
Das seit 1963 bestehende Deutsch-Französische Jugendwerk ermöglichte bis 2011 mehr als acht Millionen jungen Deutschen und Franzosen die Teilnahme an rund 270.000 Austauschprogrammen. Schulpartnerschaften ermöglichen Auslandsaufenthalte.
Die Einführung von Französisch als Fremdsprache schon in den Grundschulen ist sehr bedeutend. Insbesondere in den grenznahen Gebieten, also im Saarland, in Rheinland-Pfalz in den Regionen Trier und der südlichen Pfalz sowie in Baden-Württemberg am südlichen Oberrhein zwischen Karlsruhe und Lörrach, aber auch an einigen Grundschulen in Berlin wird Französisch in den Grundschulen unterrichtet.
In Frankreich ist Deutsch nach Englisch und Spanisch die meistgewählte Fremdsprache. Dem gegenüber steht jedoch die restriktive Politik Frankreichs gegenüber Minderheitssprachen und damit auch dem Deutschen, die trotz der Aussöhnung nach dem Krieg entschieden vorangetrieben wurde.
Das Erasmus-Programm fördert den Studentenaustausch zwischen beiden Ländern.

## Deutsch-französische Institutionen und Projekte

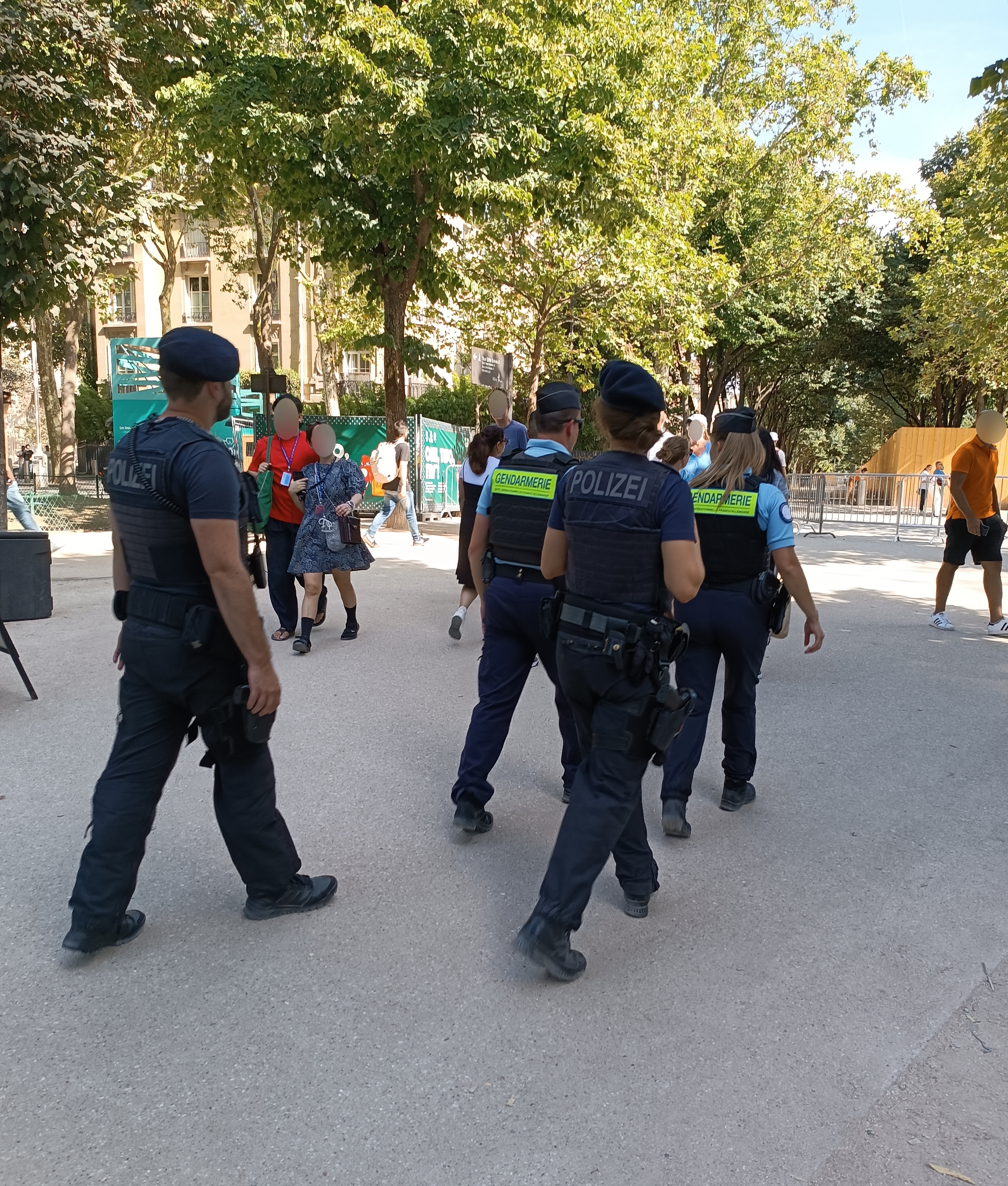
Deutsch-Französische Einsatzeinheit im Paris, Gendarmerie & Bundespolizei

- Als älteste noch heute existierende deutsch-französische Tradition gilt die Städtepartnerschaft Le Mans–Paderborn. Sie entstand durch die Verbrüderung beider fränkischen Bischofssitze im Jahre 836. Als erste Städtepartnerschaft im modernen Sinne wurde 1950 die Städtepartnerschaft zwischen Ludwigsburg und Montbéliard beschlossen, da beide Städte eine gemeinsame württembergische und evangelische Vergangenheit hatten.[19]
- Die Deutsch-Französische Föderation war eine im 20. Jh. aufgekommene politische Idee, die nicht realisiert wurde.
- Das Eurokorps (1992) und die Deutsch-Französische Brigade  (1989) sind militärische Verbände, die auf deutsch-französische Initiativen zurückgehen. Das Eurokorps hat seinen Standort in Straßburg (Frankreich), die Truppenteile der Deutsch-Französischen Brigade sind in Südwestdeutschland stationiert.
- Das Deutsch-Französische Parlaments-Praktikum, welches in Deutschland im Rahmen des Internationalen Parlaments-Stipendiums stattfindet. Das Programm läuft seit 1989 und beruht auf Gegenseitigkeit, sodass jedes Jahr 5 Franzosen in Berlin und 5 Deutsche in Paris teilnehmen können. Im Gegensatz zu Deutschland ist dieses Programm in Frankreich einzigartig.[20]
- Übersetzungszuschüsse, das sog. „Rilke-Programm“ für Verlage, die Bücher aus Frankreich in den Bereichen der Belletristik, Sozial- oder Geisteswissenschaften übersetzen lassen, ab 2017. In einem anderen Programm können Verlage Zuschüsse zum Lizenzerwerb erhalten. Zuständig ist die Kulturabteilung der französischen Botschaft in Berlin, die zweimal jährlich entscheidet.
- Das Georges-Arthur-Goldschmidt-Programm richtet sich an junge Literaturübersetzer aus der Schweiz, Frankreich und Deutschland, die das deutsch-französische Übersetzungs-Handwerk und Verlagswesen kennenlernen wollen, in beiden Sprachrichtungen. Ein Drei-Monats-Programm für jährlich je 5 Personen, zuständig für Anträge ist das Deutsch-Französische Jugendwerk.
- ARTE (1991) ist ein öffentlich-rechtlicher Fernsehsender, der in deutsch-französischer Kooperation betrieben wird.
- Comité français d’échanges avec l’Allemagne nouvelle (1948)
- Deutsch-Französisches Institut (1948)
- Deutsch-Französisches Jugendwerk, DFJW/OFAJ (1963)
- Deutsch-Französisches Sekretariat für den Austausch in der beruflichen Bildung
- Deutsch-Französische Hochschule (1999)
- Deutsch-Französische Gymnasien, Schulen mit binationalem deutsch-französischem Abschluss und bilingualem Bildungssystem
- Histoire/Geschichte ist ein seit 2007 in zwei Sprachfassungen erschienenes, inhaltsgleiches deutsch-französisches Geschichtslehrbuch für Oberstufen, geschrieben von Historiker- und Lehrer-Teams aus beiden Ländern
- Die Deutsch-Französische Industrie- und Handelskammer (AHK Frankreich) mit Sitz in Paris fördert die deutsch-französischen Wirtschaftsbeziehungen und hilft deutschen Unternehmen auf den französischen Markt. (seit 1955)
- Das „Deutsch-Französisches Internetportal“ mit einem Schwerpunkt auf der wechselseitigen Diplomatie wird von den Außenministerien beider Länder betrieben. (Link zur frz. Fassung: im Emblem)[21]
- Fondation Entente Franco-Allemande (1981)
- Die Vereinigung Deutsch-Französischer Gesellschaften für Europa (1957) bietet einer Vielzahl von kulturellen Initiativen eine Dachorganisation.
- Die Deutsch-Französische Gesellschaft wurde 1928 von dem deutschen Kulturhistoriker Otto Grautoff in Berlin gegründet und existiert, gegliedert in Ortsverbände, die öfters auch abweichende Namen tragen, bis heute.
- Carolus Magnus-Kreis. Cercle Carolus Magnus. Vereinigung für deutsch-französische pädagogische und kulturelle Zusammenarbeit, Association pour la coopération franco-allemand pédagogique et culturelle. Deutscher Sitz in Mönchengladbach, Gründung 1954 in Freiburg im Breisgau[22]
- André-Gide-Preis, seit 1998 bis 2011, für Literaturübersetzer in beiden Richtungen
- Deutsch-Französischer Jugendliteraturpreis, erstmals 2013, ein Projekt unter der Schirmherrschaft der „Bevollmächtigten der Bundesrepublik Deutschland für kulturelle Angelegenheiten im Rahmen des Vertrages über die deutsch-französische Zusammenarbeit“ und der „Kulturministerin Frankreichs“. Ort: Europäische Kinder- und Jugendbuchmesse in Saarbrücken
- Prix de l’Académie de Berlin, bis 2013 gefördert von der Robert Bosch Stiftung, seit 2014 von der Würth-Gruppe. Der Preis würdigt Personen oder Projekte, die auf außergewöhnliche Art und Weise die Beziehungen zwischen Deutschland und Frankreich beleben und zu deren Vertiefung beitragen.
- Großer Deutsch-Französischer Medienpreis, ein Teilpreis im Rahmen des Deutsch-Französischen Journalistenpreises (DFJP) (seit 1983)
- deutsch-französischer Güterstand der Wahl-Zugewinngemeinschaft für Eheleute seit 2013
- Deutsch-Französisches Zukunftswerk
- Deutsch-Französischer Bürgerfonds (2020)
- Deutsch-Französische Einsatzeinheit Daniel Nivel, eine 2019 gegründete polizeiliche Einheit von der deutschen Bundespolizei und der französischen Gendarmerie Nationale, welche Polizeirechte in beiden Ländern hat. Sie soll bei Großereignissen und -veranstaltungen sowie bei Katastrophen und schweren Unglücksfällen vor allem in der gemeinsamen deutsch-französischen Grenzregion unterstützen.[23]

## Diplomatische Beziehungen
Frankreich verfügt über eine Botschaft in Berlin und Generalkonsulate in Düsseldorf, Hamburg, Frankfurt am Main, München, Saarbrücken und Stuttgart. Honorarkonsuln residieren in Aachen, Bremen, Freiburg im Breisgau, Fürth, Hannover, Köln, Leipzig, Mannheim, Saarlouis und Weimar.
Deutschland unterhält eine Botschaft in Paris und Generalkonsulate in Bordeaux, Lyon, Marseille und Straßburg. Honorarkonsuln sind in Avignon, Bastia, Brest, Dijon, Baie-Mahault (Guadeloupe), Grenoble, Lamentin (Martinique), Lille, Matoury (Französisch-Guyana), Montpellier, Nantes, Nizza, Nouméa (Neukaledonien), Papeete (Tahiti), Perpignan, Reims, Rennes, Rouen, Saint-Denis (Réunion), Toulouse und Tours tätig.
Beide Staaten sind Mitglieder zahlreicher supranationaler (Europäischen Union, inkl. Eurozone) und internationaler Organisationen (z. B. NATO, OSZE, OECD, Europarat). Darüber hinaus gehören beide der G7 bzw. der G20 an. Gemeinsam mit Polen bilden sie die Staaten des Weimarer Dreiecks.

## Geopolitisches Verhältnis

### Innerhalb der EU: Staatenkartelltheorie

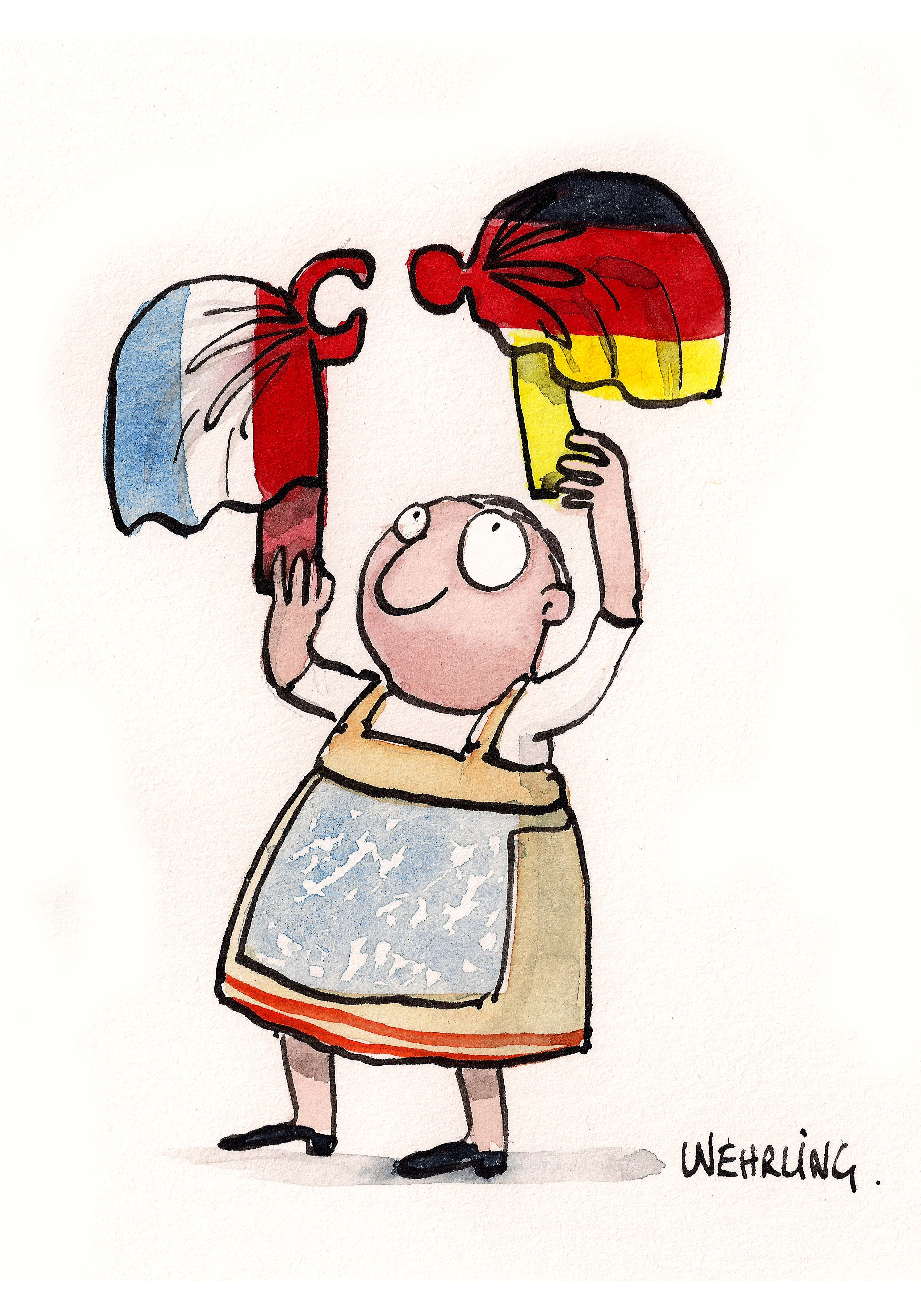
Yann Wehrling: transfrontalier2 (2010), Illustration zum Thema „deutsch-französische Beziehungen“

Bereits seit langem stellt die politische Presse größere Abweichungen zwischen dem Ideal der deutsch-französischen Freundschaft und der Realität heftiger Konkurrenz zwischen beiden Ländern fest. Die Staatenkartelltheorie der Internationalen Beziehungen leitet hieraus den Befund ab, es handele sich bei der deutsch-französischen Freundschaft um ein strategisches Bündnis, um eine kalkulierte Machtallianz: Sie sei „wesentlich eine ideologisch unterfütterte Kartellbeherrschungsstrategie“ innerhalb der Europäischen Union.

### Globales Zweckbündnis mit unterschiedlichen Schwerpunkten
Für Zbigniew Brzezinski in Die einzige Weltmacht ist das deutsch-französische Verhältnis geprägt durch unterschiedliche Interessen und gemeinsame Abhängigkeiten. Frankreich erhoffe sich durch Europa seine „Wiedergeburt“, Deutschland seine „Erlösung“. Er charakterisiert das französische und deutsche Selbstverständnis in Europa dementsprechend mit zwei Formeln:
- „Für Frankreich ist Europa das Mittel, seine einstige Größe wiederzuerlangen.“
- „Für Deutschland bedeutet Erlösung + Sicherheit = Europa + Amerika.“

Ausdruck der französischen „Obsession“, Weltmacht zu sein, sind nach Brzezinski der Besitz von Nuklearwaffen, der Sitz im Sicherheitsrat und die Anstrengungen der französischen Regierungen, in den meisten französischsprachigen Ländern Afrikas weiterhin als Sicherheitsmacht präsent zu sein. Frankreichs geopolitische Sphäre von Sicherheit und Einfluss umfasst nach Brzezinskis Einschätzung die Iberische Halbinsel, die nördliche Küsten des westlichen Mittelmeers sowie Deutschland bis hin zum östlichen Mitteleuropa.
Daraus ergeben sich für Frankreich zwei große Dilemmas: Wie lässt sich ein amerikanisches Sicherheitsengagement für Europa bewahren … und dabei die amerikanische Präsenz ständig reduzieren; wie lässt sich die deutsch-französische Partnerschaft als ökonomisch-politischer Motor der europäischen Einigung erhalten und dabei eine deutsche Führung in Europa verhindern?
Deutschland würde, so Brzezinski, eine französische Führungsrolle in einem vereinten, (von Amerika) unabhängigen Europa akzeptieren, aber es erkenne, dass Frankreich nicht die Weltmacht ist, die Europa dieselbe Sicherheit verschaffen könnte wie die USA, denn „Frankreich ist nicht mehr und nicht weniger als eine europäische Macht mittleren Kalibers.“ Die deutsche Wiedervereinigung war, so Brzezinski, für Frankreich ein zusätzlicher Ansporn, Deutschland in das verbindliche Rahmenwerk der politischen Union einzugliedern. Darüber hinaus habe Deutschlands Wiedervereinigung die „tatsächlichen Parameter europäischer Politik“ erheblich verändert.
Für Russland wie für Frankreich bedeutete sie eine geopolitische Niederlage. Das vereinte Deutschland war nun nicht nur mehr der politische Juniorpartner Frankreichs, es wurde automatisch die unbestreitbar erste Macht in Westeuropa und – vor allem wegen seiner beträchtlichen Beitragszahlungen zur Unterstützung der wichtigsten internationalen Institutionen sogar teilweise eine Weltmacht.
Infolgedessen sei Frankreich in die NATO zurückgekehrt. Mit seinen Sonderbeziehungen zu Russland und seiner notwendigen Zustimmung zur Osterweiterung verstärkte Frankreich nach Brzezniski den Druck auf die USA, die französischen Vorschläge für eine Reform der NATO in Rechnung zu stellen.
Deutschland habe die französische Führungsrolle akzeptiert, weil die deutsch-französische Aussöhnung die Voraussetzung für die Schaffung einer europäischen Gemeinschaft gewesen sei und Deutschland historisch und moralisch rehabilitiert habe. Angesichts der sowjetischen Bedrohung sei jedoch auch die Loyalität gegenüber Amerika überlebenswichtig gewesen. Diese Voraussetzungen, so Brzezinski, entfielen nach dem Zusammenbruch der Sowjetunion. Die Verbindung zu Amerika bot dem wiedervereinigten Deutschland nun den Schirm für eine Führungsrolle in Mitteleuropa.
Die Interessenzone Deutschlands umfasst in der Sicht Brzezinskis Frankreich und die postkommunistischen Staaten Mitteleuropas einschließlich der baltischen Republiken, Belarus und der Ukraine, reicht sogar bis nach Russland hinein. Es ist das Gebiet der früheren Ausstrahlung deutscher Kultur in Osteuropa. Der entscheidende Durchbruch sei die deutsch-polnische Versöhnung gewesen. Brzezinski vergleicht die deutsch-polnische Versöhnung in ihrer geopolitischen Bedeutung in Mitteleuropa mit den früheren Auswirkungen der deutsch-französischen Versöhnung auf Westeuropa. Dank Polen habe der deutsche Einfluss nach Norden – in die baltischen Staaten – sowie nach Osten – bis in die Ukraine und Belarus – ausstrahlen können.

### Einzelne Veröffentlichungen
- Ansbert Baumann: Begegnung der Völker? Der Elysée-Vertrag und die Bundesrepublik Deutschland. Deutsch-französische Kulturpolitik von 1963 bis 1969, Peter Lang, Frankfurt 2003.
- Ansbert Baumann: Die organisierte Zusammenarbeit. Die deutsch-französischen Beziehungen am Vorabend des Elysée-Vertrags 1958–1962, Ludwigsburg 2002.
- Hans Manfred Bock: Tradition und Topik des populären Frankreich-Klischees in Deutschland von 1925 bis 1955. Avec résumé français, in: Francia. Hrsg. Deutsches Historisches Institut Paris. Band 14, 1986, S. 475 ff. (online).
- Hans Manfred Bock, Reinhart Meyer-Kalkus, Michael Trebitsch (Hrsg.): Entre Locarno et Vichy. Les relations culturelles franco-allemandes dans les années 1930 (2 Bände), 1993.[27]
- Bundeszentrale für politische Bildung (Hrsg.): Aus Politik und Zeitgeschichte (B 03-04/2003): Deutsch-französische Beziehungen (Online-Version)
- Nicole Colin, Corine Defrance, Ulrich Pfeil und Joachim Umlauf (Hrsg.): Lexikon der deutsch-französischen Kulturbeziehungen nach 1945, Narr, Tübingen 2013 (2. erw. Auflage 2015)
- Nicole Colin, Corine Defrance, Ulrich Pfeil und Joachim Umlauf (Hrsg.): Dictionnaire des relations culturelles franco-allemandes depuis 1945, Septentrion, Lille, 2023
- Lucien Calvié,
  - Le Renard et les raisins. La Révolution française et les intellectuels allemands. 1789–1845, Paris, Études et Documentation Internationales(ÉDI), 1989
  - Aux origines du couple franco-allemand. Critique du nationalisme et révolution démocratique avant 1848. Arnold Ruge, Toulouse, Presses Universitaires du Mirail (PUM), 2004.
  - Le Soleil de la liberté. Heinrich Heine (1797–1856), l’Allemagne, la France et les révolutions, Paris, Presses de l’Université Paris-Sorbonne (PUPS), 2006.
  - Heine / Marx. Révolution, libéralisme, démocratie et communisme, Uzès, Inclinaison, 2013.
  - La question allemande. Histoire et actualité, Paris, Éditions du Cygne, coll. « Frontières », 2016.
- Corine Defrance, Ulrich Pfeil (Hrsg.): Le Traité de l’Élysée et les relations franco-allemandes 1945–1963 – 2003, CNRS Éditions, Paris 2005.
  - deutsch: Der Elysée-Vertrag und die deutsch-französischen Beziehungen 1945–1963 – 2003, Oldenbourg, München 2005.
- Corine Defrance, Ulrich Pfeil (Hrsg.),
  - La construction d’un espace scientifique commun ? La France, la RFA et l’Europe après le « choc du Spoutnik », Peter Lang, Brüssel, 2012.
  - La France, l’Allemagne et le traité de l’Élysée, 1963–2013, CNRS Éditions, Paris 2012.
- Corine Defrance, Ulrich Pfeil: Deutsch-Französische Geschichte. Eine Nachkriegsgeschichte in Europa 1945–1963, WBG, Darmstadt 2011.
- Corine Defrance, Michael Kißener, Pia Nordblom (Hrsg.): Wege der Verständigung zwischen Deutschen und Franzosen nach 1945. Zivilgesellschaftliche Annäherungen, Narr, Tübingen 2010 (edition lendemains 7).
- Damien Ehrhardt: Les relations franco-allemandes et la musique à programme 1830–1914, Symétrie, Lyon 2009.
- Ralph Erbar (Hrsg.): Quellen zu den deutsch-französischen Beziehungen 1919–1963, WBG, Darmstadt 2003. Reihe: Quellen zu den Beziehungen Deutschlands zu seinen Nachbarn im 19. und 20. Jahrhundert. Freiherr-vom Stein-Gedächtnisausgabe Band 6.
- Wolfgang Geiger: Das Frankreichbild im Dritten Reich. (PDF-Datei; 113 kB) Vortrag an der Johann Wolfgang Goethe-Universität, 2000.
- Michel Grunewald, Hans-Jürgen Lüsenbrink, Reiner Marcowitz, Uwe Puschner (Hrsg.): France-Allemagne au XXe siècle – la production de savoir sur l’autre = Deutschland und Frankreich im 20. Jahrhundert – akademische Wissensproduktion über das andere Land. 4 Bände, Lang, Bern u. a. 2011 ff.

- Band 1: Questions méthodologiques et épistémologiques (= Convergences. Vol. 64). 2011, ISBN 978-3-0343-1028-4.
- Band 2: Les spécialistes universitaires de l'Allemagne et de la France au XXe siècle (= Convergences. Vol. 69). 2012, ISBN 978-3-0343-1203-5.
- Band 3: Les institutions (= Convergences. Vol. 75). 2013, ISBN 978-3-0343-1293-6.
- Band 4: Les médias (= Convergences. Vol. 82). 2014, ISBN 978-3-0343-1572-2.

- Dietmar Hüser, Ulrich Pfeil (Hrsg.): Populärkultur und deutsch-französische Mittler / Culture de masse et médiateurs franco-allemands. Akteure, Medien, Ausdrucksformen / Acteurs, médias, articulations (Jahrbuch des Frankreich-Zentrums Saarbrücken 14/2014). Transcript, Bielefeld 2015, ISBN 978-3-8376-3082-4
- Anne Kwaschik, Ulrich Pfeil (Hrsg.): Die DDR in den deutsch-französischen Beziehungen. Peter Lang, Brüssel, 2013.
- Ulrich Lappenküper: Die deutsch-französischen Beziehungen 1949–1963. Von der Erbfeindschaft zur Entente élémentaire, 2 Bände, Oldenbourg, München 2001.
- Reiner Marcowitz, Hélène Miard-Delacroix (Hrsg.): 50 ans de relations franco-allemandes. Nouveau monde éditions, Paris 2013, ISBN 978-2-36583-351-6.
- Helène Miard-Delacroix: Im Zeichen der europäischen Einigung 1963 bis in die Gegenwart. Deutsch-französische Geschichte, Band 11, Wissenschaftliche Buchgesellschaft, Darmstadt 2011.
- Ulrich Pfeil: Die »anderen« deutsch-französischen Beziehungen. Die DDR und Frankreich 1949–1990 (Zeithistorische Studien des ZZF Potsdam, Band 26), Böhlau, Köln 2004.
- Robert Picht u. a. (Hrsg.): „Esprit – Geist.“ 100 Schlüsselbegriffe für Deutsche und Franzosen, mit Jacques Leenhardt, Piper, München 1989 & 1993.
  - veränd. Fassung: Fremde Freunde. Deutsche und Franzosen vor dem 21. Jahrhundert, hrsg. mit Vincent Hoffmann-Martinot, René Lasserre & Peter Theiner, Piper, München 1997 & 2002.
  - Französ. Fassungen: mit Jacques Leenhardt: Au jardin des malentendus. Le Commerce franco-allemand des idées, Actes Sud, Arles 1992 & ebd. 1997.
- Reiner Pommerin, Reiner Marcowitz (Hrsg.): Quellen zu den deutsch-französischen Beziehungen. Teil: 1815–1919 (= Quellen zu den Beziehungen Deutschlands zu seinen Nachbarn im 19. und 20. Jahrhundert. Band 5). Wissenschaftliche Buchgesellschaft, Darmstadt 1997, ISBN 3-534-12779-X.
- Stephen A. Schuker (Hg.): Deutschland und Frankreich. Vom Konflikt zur Aussöhnung. Die Gestaltung der westeuropäischen Sicherheit 1914–1963 (= Schriften des Historischen Kollegs. Kolloquien 46). München 2000, XX, 280 S. ISBN 978-3-486-56496-9 (Digitalisat).
- Heinz-Otto Sieburg: Deutschland und Frankreich in der Geschichtsschreibung des 19. Jahrhunderts (1815–1848). Wiesbaden 1954. Veröffentlichungen des Instituts für Europäische Geschichte, Mainz; Band 2.
- Heinz-Otto Sieburg: Deutschland und Frankreich in der Geschichtsschreibung des 19. Jahrhunderts (1848–1871). Wiesbaden 1958. Veröffentlichungen des Instituts für Europäische Geschichte, Mainz; Band 17.
- Gilbert Ziebura: Die deutsch-französischen Beziehungen seit 1945. Mythen und Realitäten, Stuttgart 1997.

### Zeitschriften, Reihenwerke
- Dokumente-Documents Zeitschrift für den deutsch-französischen Dialog – Revue du dialogue franco-allemand, bilingual. Hrsg. Gesellschaft für übernationale Zusammenarbeit GÜZ. Verlag Dokumente, Bonn ISSN 0012-5172
- Online-Zeitschrift Trivium. Zs. für Geistes- und Sozialwissenschaften
- Villa Europa, Saarbrücken, ISSN 2190-7838 Online ISSN 2190-7811 Print. Über französische Kultur im Kontext Europas.

## Filme
- Geliebter Feind – 1000 Jahre Deutsche und Franzosen, Komplett-Media 2014, ISBN 978-3-8312-8139-8 ZDF, ARTE 2013 (auf YouTube: https://www.youtube.com/watch?v=Mf8-XIx3YVk)
- Wolf Lepenies: „Promessi Sposi – Vergangenheit und Zukunft der deutsch-französischen Beziehungen“, Vortrag, gehalten am 11. März 1998 in der Carl Friedrich von Siemens Stiftung (Film, 45 Minuten)